# Виховна колонія

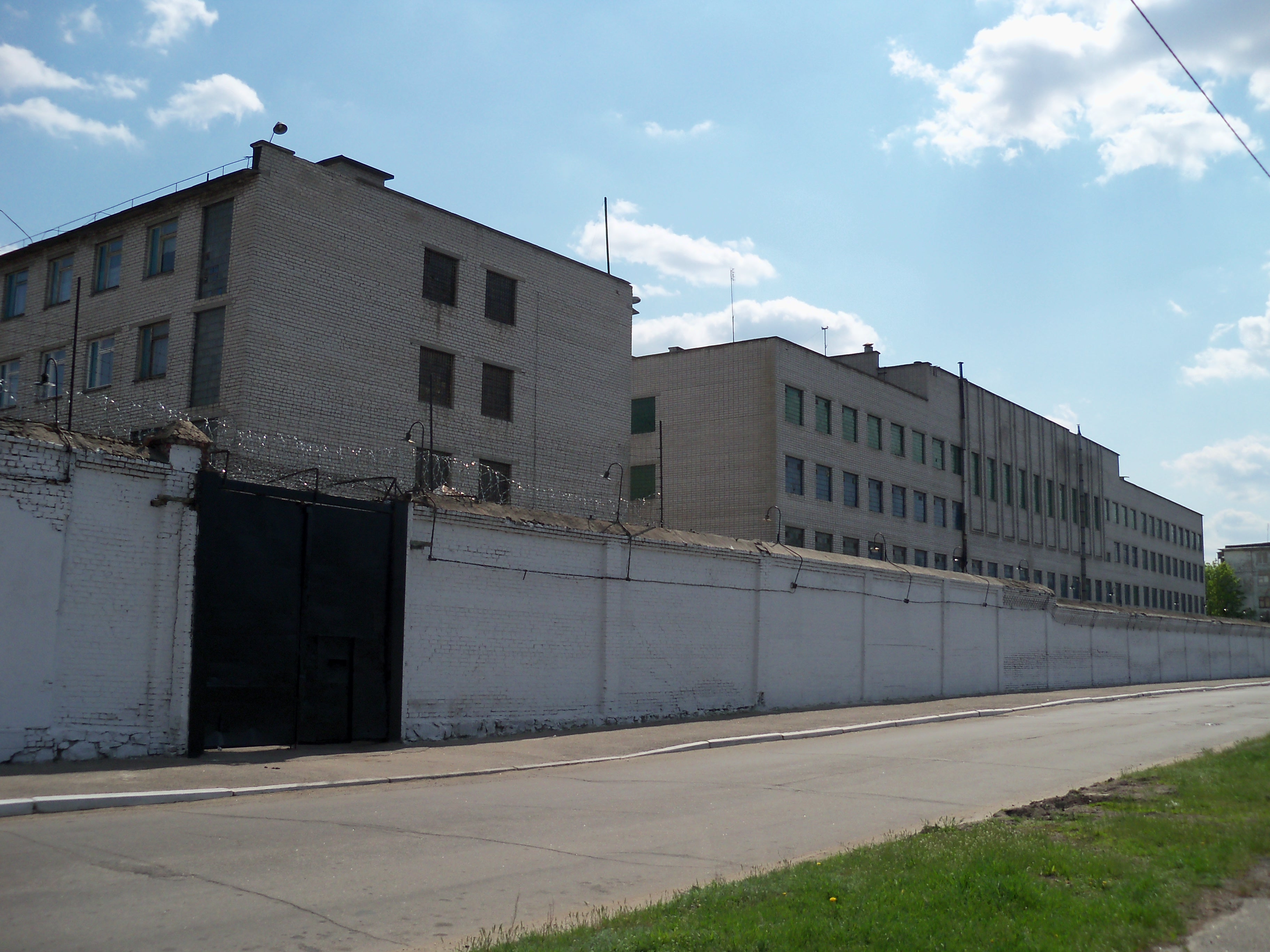
Кременчуцька виховна колонія

Виховна колонія — заклад, мета якого є покарання та виправлення поведінки неповнолітніх дітей, які відбувають покарання внаслідок засудження за кримінальні злочини.

## Історія
У радянські часи існували під такими назвами — дитяча колонія, виправно-трудова колонія та трудова колонія для неповнолітніх.

## Порядок денний
Особливістю цих установ є чітко регламентований розпорядок дня, привчання дітей до праці, гігієни, зарядки, дотримання графіку та інших життєвих навичок.

## Виховні заходи
У виховних колоніях проводяться різноманітні заходи виховного характеру: конкурси, святкування, читання та фестивалі. Для проведення цікавого дозвілля беруть участь громадські та державні організації, а також піклувальні ради, батьківські комітети, релігійні конфесії.

## Фізкультура
У виховних колоніях створюються умови для проведення культурно-масової та фізкультурно-спортивної роботи з вихованцями. В багатьох проходять спартакіади та спортивні свята. Для залучення засуджених до фізичної культури та спорту забезбечуються спортивні майданчики, бігові доріжки, спортзали, які засуджені відвідують згідно із затвердженим графіком. 

## Богослужіння і релігійні обряди
В установах виховних колоній мають право проводити богослужіння різні релігійні конфесії, які офіційно зареєстровані у встановленому законом порядку. Богослужіння та релігійні обряди проводяться в неробочий час. При цьому вони не порушують розпорядку дня, а також не утискають права інших неповнолітніх засуджених. Вихованці мають право користуватися релігійною літературою, іншими предметами і матеріалами релігійного призначення. 